# Гимпель, Жан
Жан Гимпель (фр. Jean Gimpel; 10 октября 1918, Париж — 15 июня 1996, Лондон) — французский историк-медиевист, специалист по XIII веку и истории средневековой техники. Его работы способствовали реабилитации средневековья.

## Биография
Родился в 1918 году в Париже в семье торговца произведениями искусства Рене Гимпеля (1881—1945), женатого на британке, младшей сестре лорда Дювина . Высшего образования не имел. Во время Второй мировой войны был в рядах Сопротивления. Награжден Военным крестом, Медалью Сопротивления, Орденом Почётного легиона.
В 1963 году переехал в Лондон. В 1987 году основал Общество истории средневековых технологий и науки (англ. Society for the History of Mediaeval Technology and Science). Гимпель считал, что основой устойчивого развития в развивающемся мире должны быть низкотехнологичные средневековые машины, которые можно строить, обслуживать, ремонтировать с использованием местных мастеров и ресурсов. Также был основателем организации «Модели развития сельских районов», части движения за упрощённые технологии.
Со своей женой Кэтрин содержал салон. Умер в Лондоне в 1996 году. Похоронен во Франции на кладбище коммуны Трефлез, где также похоронена его жена, умершая 9 лет спустя.

## Труды
- 1958 — Строители соборов / Les Bâtisseurs de cathédrales, изд. Seuil / англ. The Cathedral Builders
- 1968 — Против искусства и художников, или Рождение религии / Contre l’art et les artistes ou La naissance d’une religion, Éd. universitaires, 1968 ; дополненное переиздание 1991 (ISBN 2-7113-0441-8 / англ. The Cult of Art: Against Art and Artists (Культ искусства: против искусства и художников), Polygon, 1991 (ISBN 978-0-7486-6123-7)
- 1975 — Индустриальная революция Средних веков / La Révolution industrielle du Moyen Âge, Éditions du Seuil, 1975; ISBN 2-02-054151-3 / англ. The Medieval Machine: The Industrial Revolution of the Middle Ages, Penguin Books, 1976
- 1985 — Заключительный доклад об упадке Запада / Ultime rapport sur le déclin de l’Occident, O. Orban, 1985 (ISBN 2-85565-286-3)
- 1986 — Средневековье для чего нужно? / Le Moyen Âge pour quoi faire ?, совм. с Режин Перну и Раймоном Делатушем[фр.], Stock, 1986 (ISBN 2-234-01940-0)
- 1992 — Конец будущего: технологии и упадок Запада / La fin de l’avenir : la technologie et le déclin de l’occident, Seuil, 1992 (ISBN 2-02-013704-6) / англ. The End of the Future: The Waning of the High-Tech World (Конец будущего: закат мира высоких технологий)